# Beautiful Mess
A Beautiful Mess (magyarul: Gyönyörű zűrzavar) Kristian Kostov bolgár–orosz–kazak énekes dala, amivel Bulgáriát képviselte a 2017-es Eurovíziós Dalfesztiválon, Kijevben. Az előadót a bolgár közszolgálati televízió (BNT) kérte fel, hogy képviselje az országát a dalfesztiválon.

## Eurovíziós Dalfesztivál
A dalt az Eurovíziós Dalfesztiválon, Kijevben először a május 11-i második elődöntőben adták elő fellépési sorrendben tizenötödikként. Innen 403 ponttal, az első helyen jutott tovább a döntőbe. Az elődöntőben mind a zsűri, mind a nézői szavazást megnyerte; méghozzá úgy, hogy minden országtól kapott pontot, továbbá tíz ország zsűrije, kilenc ország közönsége a maximális 12 ponttal jutalmazta a dalt. Ez az első és egyetlen olyan dal, amely több, mint négyszáz pontot gyűjtött az elődöntőben. A 2023-as szabályváltozás értelmében az utolsó dal is egyben, amely 400 pontnál többet tudott szerezni, ugyanis a maximálisan megszerezhető pontszám innentől 276.
A május 13-án rendezett döntőben az előadó huszonötödikként lépett színpadra. A szavazás során 615 pontot gyűjtött, amivel összesítésben a második helyen végzett. Négy ország zsűrijétől és hét nemzet nézőitől is a maximális pontszámot kapta. Ez minden idők legjobb bolgár szereplése az Eurovíziós Dalfesztivál történetében.
A következő bolgár induló az Equinox volt a Bones című dalukkal a 2018-as Eurovíziós Dalfesztiválon.

## Külső hivatkozások
- Dalszöveg (angol nyelven). 4lyrics.eu. [2017. április 28-i dátummal az eredetiből archiválva]. (Hozzáférés: 2017. május 2.)
- A dal videóklipje. YouTube-videó, Virginia Records, 2017. március 31.
- A dal előadása az Eurovíziós Dalfesztivál második elődöntőjében. YouTube-videó, Eurovision Song Contest, 2017. május 11.
- A dal előadása az Eurovíziós Dalfesztivál döntőjében. YouTube-videó, Eurovision Song Contest, 2017. május 13.